# Hidden Place (DGM)
Hidden Place è il quarto album del gruppo musicale italiano di genere progressive metal DGM, pubblicato nel 2003.
È stato registrato presso Random Music House (Roma), mixato presso i The Outer Sound Studio (Roma), masterizzato presso The Mastering Room (Göteborg, Svezia).

## Tracce

### Edizione standard
Testi e musiche di DGM.
1. A Day Without the Sun – 3:35
2. Save Me – 5:33
3. Hidden Place – 7:49
4. Invisible Rain – 6:06
5. Storm #351 – 5:06
6. Heaven – 6:16
7. Alone – 6:35
8. Blind!! – 5:13
9. The Age of the Flame – 5:01
10. Winter Breeze – 8:17

### Tracce bonus edizione giapponese
1. Waitin' For The Sunrise – 5:23

## Formazione

### Gruppo
- Titta Tani – voce
- Diego Reali – chitarra
- Andrea Arcangeli – basso
- Fabio Sanges – tastiere
- Fabio Costantino – batteria

### Produzione
- Diego Reali – registrazione
- Fabio Costantino – registrazione
- Giuseppe Orlando – missaggio
- Goran Finnberg – mastering
- Ricky Andreoni – artwork
- Lasse Hoile – artwork
- Paul Anthony Parisi – fotografia